# Cellino Attanasio
Cellino Attanasio är en ort och kommun i provinsen Teramo i regionen Abruzzo i Italien. Kommunen hade 2 449 invånare (2018).